# CANalyzer
CANalyzer ist eine Analyse-Software der Vector Informatik GmbH. Mit der vor allem bei Fahrzeug- und Steuergerätezulieferern weit verbreiteten Entwicklungssoftware wird der Datenverkehr in seriellen Bussystemen analysiert. Hierbei relevante Bussysteme sind CAN, LIN, FlexRay, Ethernet und MOST sowie auf CAN basierende Protokolle wie SAE J1939, CANopen, ARINC 825 und viele weitere.

## Beschreibung
1992 hat Vector mit dem CANalyzer in der Version 1.0 die weltweit erste CAN-Software angeboten. Seitdem wurde der CANalyzer kontinuierlich weiterentwickelt und gilt als das weltweite führende Analysesystem für CAN-Busse. Neben dem Haupteinsatzgebiet Elektronikvernetzung im Automobil erfolgt der Einsatz des CANalyzer in vielen weiteren Industrien wie Schienenfahrzeuge, Nutzfahrzeuge, Sonderfahrzeuge, Avionik, Medizintechnik und vielen mehr.
Neue Ansätze der Automobilindustrie zur Vernetzung mit IP-Architekturen werden von CANalyzer unterstützt.
Neben der reinen Bus-Monitoring-Funktion enthält der CANalyzer viele Stimulations- und Analysefunktionen, um Botschaftsverkehr und Dateninhalte zu triggern und zu analysieren. Diese werden in einem Messaufbau zusammengestellt. Die Funktionalität ist durch den Anwender anpassbar und erweiterbar. Dies wird durch eine integrierte kompilierende Programmiersprache erreicht.
Die Daten werden sowohl roh als auch symbolisch dargestellt und ausgewertet. Hierfür wurde bereits 1992 durch Vector das Datenformat DBC entwickelt, das sich im Automobilbereich zum De-facto-Standard für den Austausch von CAN-Beschreibungen entwickelt hat. Entsprechend werden die jeweils relevanten Standards bei den anderen Bussystemen unterstützt, zum Beispiel FIBEX bei FlexRay, LDF bei LIN, EDS/DCF/XDD bei CANopen.
CANalyzer gibt es in verschiedenen Varianten. Dies bezieht sich auf den Funktionsumfang (fundamental, expert, professional), auf unterstützte Bussysteme (CAN, FlexRay, …) und auf unterstützte höhere Protokolle (SAE J1939, CANopen, …).